# Olympische Sommerspiele 1996/Turnen
Bei den Olympischen Sommerspielen 1996 in der US-amerikanischen Metropole Atlanta wurden 14 Wettkämpfe im Gerätturnen ausgetragen, davon acht für Männer und sechs für Frauen.

## Bilanz

### Medaillenspiegel
| Platz | Land               | Gold | Silber | Bronze | Gesamt |
| ----- | ------------------ | ---- | ------ | ------ | ------ |
| 1     | Ukraine            | 4    | 1      | 2      | 7      |
| 2     | Russland           | 3    | 3      | 4      | 10     |
| 3     | Vereinigte Staaten | 2    | 2      | 1      | 5      |
| 4     | Rumänien           | 1    | 4      | 5      | 10     |
| 5     | China              | 1    | 4      | 1      | 6      |
| 6     | Deutschland        | 1    | –      | –      | 1      |
| 6     | Griechenland       | 1    | –      | –      | 1      |
| 6     | Italien            | 1    | –      | –      | 1      |
| 6     | Schweiz            | 1    | –      | –      | 1      |
| 6     | Spanien            | 1    | –      | –      | 1      |
| 11    | Bulgarien          | –    | 2      | –      | 2      |
| 12    | Südkorea           | –    | 1      | –      | 1      |
| 12    | Ungarn             | –    | 1      | –      | 1      |
| 14    | Belarus            | –    | –      | 4      | 4      |

### Medaillengewinner
Männer
| Disziplin            | Gold | Silber                                                                                    | Bronze |
| -------------------- | --- | ----------------------------------------------------------------------------------------- | --- |
| Mannschaftsmehrkampf | RusslandNikolai Krjukow Alexei Nemow Jewgeni Podgorni Dmitri Trusch Sergei Charkow Dmitri Wassilenko Alexei Woropajew | ChinaFan Bin Fan Hongbin Huang Huadong Huang Liping Li Xiaoshuang Shen Jian Zhang Jinjing | UkraineJurij Jermakow Ihor Korobtschinskyj Oleh Kossjak Hryhorij Missjutin Wolodymyr Schamenko Rustam Scharipow Oleksandr Switlytschnyj |
| Einzelmehrkampf      | Li Xiaoshuang | Alexei Nemow                                                                              | Wital Schtscherba |
| Barren               | Rustam Scharipow | Jair Lynch                                                                                | Wital Schtscherba |
| Bodenturnen          | Ioannis Melissanidis                                                                                                  | Li Xiaoshuang                                                                             | Alexei Nemow |
| Pferdsprung          | Alexei Nemow | Yeo Hong-chul                                                                             | Wital Schtscherba |
| Reck                 | Andreas Wecker | Krassimir Dunew                                                                           | Alexei Nemow Fan Bin Wital Schtscherba                                                                                                  |
| Ringe                | Jury Chechi | Dan Burincă Szilveszter Csollány                                                          | – |
| Seitpferd            | Donghua Li | Marius Urzică                                                                             | Alexei Nemow |

Frauen
| Disziplin            | Gold | Silber | Bronze                                                                                                 |
| -------------------- | --- | --- | --- |
| Mannschaftsmehrkampf | Vereinigte StaatenAmanda Borden Amy Chow Dominique Dawes Shannon Miller Dominique Moceanu Jaycie Phelps Kerri Strug | RusslandSwetlana Chorkina Jelena Dolgopolowa Rosalija Galijewa Jelena Groschewa Dina Kotschetkowa Ewgenija Kusnezowa Oksana Ljapina | RumänienSimona Amânar Gina Gogean Ionela Loaieș Alexandra Marinescu Lavinia Miloșovici Mirela Țugurlan |
| Einzelmehrkampf      | Lilija Podkopajewa                                                                                                  | Gina Gogean | Simona Amânar Lavinia Miloșovici                                                                       |
| Bodenturnen          | Lilija Podkopajewa                                                                                                  | Simona Amânar | Dominique Dawes                                                                                        |
| Pferdsprung          | Simona Amânar | Mo Huilan | Gina Gogean                                                                                            |
| Schwebebalken        | Shannon Miller | Lilija Podkopajewa | Gina Gogean                                                                                            |
| Stufenbarren         | Swetlana Chorkina                                                                                                   | Bi Wenjing | Amy Chow                                                                                               |

## Ergebnisse

### Männer

#### Einzelmehrkampf
| Platz | Land | Athlet              | Punkte |
| ----- | ---- | ------------------- | ------ |
| 1     | CHN  | Li Xiaoshuang       | 58,423 |
| 2     | RUS  | Alexei Nemow        | 58,374 |
| 3     | BLR  | Wital Schtscherba   | 58,197 |
| 4     | CHN  | Zhang Jinjing       | 58,148 |
| 5     | CHN  | Shen Jian           | 57,861 |
| 6     | GER  | Waleri Belenki      | 57,848 |
| 7     | USA  | John Roethlisberger | 57,762 |
| 8     | UKR  | Rustam Scharipow    | 57,712 |

Finale am 24. Juli

#### Mannschaftsmehrkampf
| Platz | Land | Athleten | Punkte  |
| ----- | ---- | --- | ------- |
| 1     | RUS  | Nikolai Krjukow Alexei Nemow Jewgeni Podgorny Dmitri Trusch Sergei Charkow Dmitri Wassilenko Alexei Woropajew                    | 576,778 |
| 2     | CHN  | Fan Bin Fan Hongbin Huang Huadong Huang Liping Li Xiaoshuang Shen Jian Zhang Jinjing                                             | 575,539 |
| 3     | UKR  | Jurij Jermakow Ihor Korobtschinskyj Oleh Kossjak Hryhorij Missjutin Wolodymyr Schamenko Rustam Scharipow Oleksandr Switlytschnyj | 571,541 |
| 4     | BLR  | Wital Schtscherba Andrej Kan Wital Rudnizki Aljaksandr Belanowski Aljaksandr Schostak Iwan Paulouski Aljaksej Sinkewitsch        | 571,381 |
| 5     | USA  | John Roethlisberger Blaine Wilson John Macready Jair Lynch Kip Simons Chainey Umphrey Mihal Bagiu                                | 570,618 |
| 6     | BUL  | Jordan Jowtschew Krassimir Dunew Dimitar Luntschew Kalofer Chrystosow Dejan Jordanow Iwan Iwanow Wassyl Wezew                    | 567,567 |
| 7     | GER  | Andreas Wecker Waleri Belenki Jan-Peter Nikiferow Oliver Walther Karsten Oelsch Uwe Billerbeck Marius Toba                       | 567,405 |
| 8     | KOR  | Lee Joo-hyung Han Yoon-soo Kim Dong-hwa Jung Jin-soo Yeo Hong-chul Cho Seong-min Kim Bong-hyun                                   | 567,054 |

Finale am 22. Juli

#### Barren
| Platz | Land | Athlet            | Punkte |
| ----- | ---- | ----------------- | ------ |
| 1     | UKR  | Rustam Scharipow  | 9,837  |
| 2     | USA  | Jair Lynch        | 9,825  |
| 3     | BLR  | Wital Schtscherba | 9,800  |
| 4     | CHN  | Zhang Jinjing     | 9,750  |
| 4     | RUS  | Alexei Nemow      | 9,750  |
| 6     | CHN  | Huang Liping      | 9,737  |
| 7     | KOR  | Lee Joo-hyung     | 9,687  |
| 8     | RUS  | Sergei Charkow    | 9,650  |

Finale am 29. Juli

#### Bodenturnen
| Platz | Land | Athlet               | Punkte |
| ----- | ---- | -------------------- | ------ |
| 1     | GRE  | Ioannis Melissanidis | 9,850  |
| 2     | CHN  | Li Xiaoshuang        | 9,837  |
| 3     | RUS  | Alexei Nemow         | 9,800  |
| 4     | BUL  | Iwan Iwanow          | 9,750  |
| 4     | FRA  | Thierry Aymes        | 9,750  |
| 6     | RUS  | Jewgeni Podgorny     | 9,550  |
| 7     | BLR  | Wital Schtscherba    | 9,275  |
| 8     | UKR  | Hryhorij Missjutin   | 9,100  |

Finale am 28. Juli

#### Pferdsprung
| Platz | Land | Athlet               | Punkte |
| ----- | ---- | -------------------- | ------ |
| 1     | RUS  | Alexei Nemow         | 9,787  |
| 2     | KOR  | Yeo Hong-chul        | 9,756  |
| 3     | BLR  | Wital Schtscherba    | 9,724  |
| 4     | BUL  | Iwan Iwanow          | 9,643  |
| 4     | CHN  | Li Xiaoshuang        | 9,643  |
| 6     | RUS  | Alexei Woropajew     | 9,618  |
| 7     | UKR  | Ihor Korobtschinskyj | 9,568  |
| 8     | BLR  | Iwan Paulouski       | 9,493  |

Finale am 29. Juli

#### Reck
| Platz | Land | Athlet            | Punkte |
| ----- | ---- | ----------------- | ------ |
| 1     | GER  | Andreas Wecker    | 9,850  |
| 2     | BUL  | Krassimir Dunew   | 9,825  |
| 3     | RUS  | Alexei Nemow      | 9,800  |
| 3     | BLR  | Wital Schtscherba | 9,800  |
| 3     | CHN  | Fan Bin           | 9,800  |
| 6     | RUS  | Alexei Woropajew  | 9,712  |
| 7     | ESP  | Jesús Carballo    | 9,350  |
| 8     | KOR  | Lee Joo-hyung     | 8,525  |

Finale am 29. Juli

#### Ringe
| Platz | Land | Athlet               | Punkte |
| ----- | ---- | -------------------- | ------ |
| 1     | ITA  | Jury Chechi          | 9,887  |
| 2     | ROU  | Dan Burincă          | 9,812  |
| 2     | HUN  | Szilveszter Csollány | 9,812  |
| 4     | BUL  | Jordan Jowtschew     | 9,800  |
| 5     | GER  | Andreas Wecker       | 9,762  |
| 5     | CHN  | Fan Hongbin          | 9,762  |
| 7     | GER  | Marius Toba          | 9,737  |
| 7     | USA  | Blaine Wilson        | 9,737  |

Finale am 28. Juli

#### Seitpferd
| Platz | Land | Athlet            | Punkte |
| ----- | ---- | ----------------- | ------ |
| 1     | SUI  | Donghua Li        | 9,875  |
| 2     | ROU  | Marius Urzică     | 9,825  |
| 3     | RUS  | Alexei Nemow      | 9,787  |
| 4     | FRA  | Patrice Casimir   | 9,762  |
| 5     | JPN  | Yoshiaki Hatakeda | 9,712  |
| 5     | CHN  | Huang Huadong     | 9,712  |
| 7     | FRA  | Éric Poujade      | 9,350  |
| 8     | CHN  | Fan Bin           | 9,300  |

Finale am 28. Juli

### Frauen

#### Einzelmehrkampf
| Platz | Land | Athletin           | Punkte |
| ----- | ---- | ------------------ | ------ |
| 1     | UKR  | Lilija Podkopajewa | 39,255 |
| 2     | ROU  | Gina Gogean        | 39,075 |
| 3     | ROU  | Simona Amânar      | 39,067 |
| 3     | ROU  | Lavinia Miloșovici | 39,067 |
| 5     | CHN  | Mo Huilan          | 39,049 |
| 6     | RUS  | Dina Kotschetkowa  | 38,980 |
| 7     | RUS  | Rosalija Galijewa  | 38,905 |
| 8     | USA  | Shannon Miller     | 38,811 |

Finale am 25. Juli

#### Mannschaftsmehrkampf
| Platz | Land | Athletinnen | Punkte  |
| ----- | ---- | --- | ------- |
| 1     | USA  | Amanda Borden Amy Chow Dominique Dawes Shannon Miller Dominique Moceanu Jaycie Phelps Kerri Strug                              | 389,225 |
| 2     | RUS  | Swetlana Chorkina Jelena Dolgopolowa Rosalija Galijewa Jelena Groschewa Dina Kotschetkowa Ewgenija Kusnezowa Oksana Ljapina    | 388,404 |
| 3     | ROU  | Simona Amânar Gina Gogean Ionela Loaieș Alexandra Marinescu Lavinia Miloșovici Mirela Țugurlan                                 | 388,246 |
| 4     | CHN  | Mo Huilan Mao Yanling Qiao Ya Liu Xuan Ji Liya Kui Yuanyuan Bi Wenjing                                                         | 385,867 |
| 5     | UKR  | Lilija Podkopajewa Switlana Selepukina Ljubow Scheremeta Hanna Mirhorodska Oksana Knischnik Olena Schaparna Olha Teslenko      | 385,841 |
| 6     | BLR  | Alena Piskun Alena Poloskowa Swjatlana Bahinskaja Wolha Jurkina Ljudmila Witjukowa Swjatlana Tarassewitsch Tazjana Scharhanowa | 381,263 |
| 7     | ESP  | Mónica Martín Joana Juárez Mercedes Pacheco Diana Plaza Elisabeth Valle Verónica Castro Gemma Paz                              | 378,081 |
| 8     | FRA  | Isabelle Severino Elvire Teza Ludivine Furnon Emilie Volle Cécile Canqueteau Orélie Troscompt Laure Gély                       | 377,715 |

Finale am 23. Juli

#### Bodenturnen
| Platz | Land | Athletin           | Punkte |
| ----- | ---- | ------------------ | ------ |
| 1     | UKR  | Lilija Podkopajewa | 9,887  |
| 2     | ROU  | Simona Amânar      | 9,850  |
| 3     | USA  | Dominique Dawes    | 9,837  |
| 4     | USA  | Dominique Moceanu  | 9,825  |
| 5     | RUS  | Dina Kotschetkowa  | 9,800  |
| 6     | CHN  | Mo Huilan          | 9,700  |
| 7     | ROU  | Gina Gogean        | 9,662  |
| 8     | CHN  | Ji Liya            | 9,637  |

Finale am 29. Juli

#### Pferdsprung
| Platz | Land | Athletin             | Punkte |
| ----- | ---- | -------------------- | ------ |
| 1     | ROU  | Simona Amânar        | 9,825  |
| 2     | CHN  | Mo Huilan            | 9,768  |
| 3     | ROU  | Gina Gogean          | 9,750  |
| 4     | RUS  | Rosalija Galijewa    | 9,743  |
| 5     | BLR  | Swjatlana Bahinskaja | 9,712  |
| 6     | USA  | Dominique Dawes      | 9,649  |
| 7     | RUS  | Jelena Groschewa     | 9,637  |
| 8     | USA  | Shannon Miller       | 9,350  |

Finale am 29. Juli

#### Schwebebalken
| Platz | Land | Athletin            | Punkte |
| ----- | ---- | ------------------- | ------ |
| 1     | USA  | Shannon Miller      | 9,862  |
| 2     | UKR  | Lilija Podkopajewa  | 9,825  |
| 3     | ROU  | Gina Gogean         | 9,787  |
| 4     | RUS  | Dina Kotschetkowa   | 9,737  |
| 5     | UKR  | Olha Teslenko       | 9,625  |
| 6     | USA  | Dominique Moceanu   | 9,125  |
| 7     | RUS  | Rosalija Galijewa   | 9,112  |
| 8     | ROU  | Alexandra Marinescu | 8,462  |

Finale am 29. Juli

#### Stufenbarren
| Platz | Land | Athletin           | Punkte |
| ----- | ---- | ------------------ | ------ |
| 1     | RUS  | Swetlana Chorkina  | 9,850  |
| 2     | CHN  | Bi Wenjing         | 9,837  |
| 2     | USA  | Amy Chow           | 9,837  |
| 4     | USA  | Dominique Dawes    | 9,800  |
| 5     | ROU  | Simona Amânar      | 9,787  |
| 5     | RUS  | Dina Kotschetkowa  | 9,787  |
| 5     | UKR  | Lilija Podkopajewa | 9,787  |
| 8     | ROU  | Lavinia Miloșovici | 9,750  |

Finale am 29. Juli